# Агой (река)
Аго́й или Агуй — река в России, протекает по территории Туапсинского района Краснодарского края. Длина реки — 18 км, площадь водосборного бассейна — 91,8 км².
Берёт своё начало на юго-западном склоне горы Агой (высота 958 м) и впадает в Чёрное море у села Агой. Агой образуется слиянием Большого Агой с Малым Агой, основные притоки — Колахо и Гыныкопсы. Ширина речной долины в пойменной части составляет 1700 м, в среднем течении — до 250 м. Скорость течения на равнинных участках до 4 метров в секунду, а в паводковый период расход воды достигает до 600 кубометров в секунду.
На левом берегу реки Агой находятся минеральные источники.
Село Агой расположено на побережье Чёрного моря в устье реки Агой, в 12 км северо-западнее Туапсе на автотрассе Туапсе — Новороссийск.

## Данные водного реестра
По данным государственного водного реестра России относится к Кубанскому бассейновому округу, водохозяйственный участок реки — Реки бассейна Чёрного моря от западной границы бассейна р. Пшада до восточной границы р. Дедеркай. Речной бассейн реки — Реки бассейна Чёрного моря.